# Paul Lovatt-Cooper
Paul Lovatt-Cooper (Alderney, 21 maart 1976) is een Brits componist, muziekpedagoog, dirigent en slagwerker.

## Levensloop
Lovatt-Cooper kreeg al op school les voor slagwerk en een van zijn muziekleraren adviseerde hem in de Kennedy's Swinton Band mee te spelen. Hij studeerde muziek aan de Universiteit van Salford in Salford bij Peter Graham (compositie), bij Roy Newsome en David King (HaFaBra-directie). Gedurende zijn studie speelde hij zowel in het harmonieorkest als in de brassband van de universiteit. In 1997 won hij de Roy Newsome Conductors Award als dirigent.
In 1994 werd hij slagwerker bij de bekende Williams Fairey Brass Band. Binnen dit orkest verzamelde hij wedstrijdervaring en was op concertreizen door Europa, de Verenigde Staten, Canada en Zuid-Amerika. Als docent en instructeur werd hij in 1996 en 1997 uitgenodigd aan het Star Lake Music Camp van het Leger des Heils in New York deel te nemen. Hij was daar docent naast James Williams (dirigent van de Enfield Citadel Band van het Leger des Heils) en Philip Smith (1e trompettist van het New York Symphony Orchestra). Dit leidde tot een uitnodiging als gast-solist tijdens het New Years Eve Festival 1997, dat gehouden werd door de brassband van het Montclair Corps van het Leger des Heils.
Vanaf zomer 2003 was hij lid van de bekende Black Dyke Band. Hij is verder docent/instructeur voor slagwerk van de National Children's Youth Brass Band of Great Britain. Tegenwoordig is hij hoofd van de muziekafdeling en docent aan de Royton en Crompton School in Oldham.
Als componist werkt hij vooral voor brassbands. Een van zijn eerste opdrachten was van de Stockport Schools Band's voor hun deelname aan de National Youth Championships of Great Britain. Hij is als huiscomponist verbonden aan de Black Dyke Band. Vele van zijn werken zijn door de vooraanstaande Britse brassbands (Black Dyke Band, Cory Band, The Brighouse and Rastrick Brass Band, Ratby Co - Op Band), maar ook door bijvoorbeeld de Brassband Willebroek op cd opgenomen.

## Composities

### Werken voor harmonie- of fanfareorkest of brassband
- 2000 Solar Eclipse
- 2006 Horizons[1]
- 2006 The Haunted Halls
- 2006 West Ridings
- 2008 The Dark Side of the Moon (verplicht werk in de 3e divisie tijdens de Nederlandse Brassband Kampioenschappen 2008 in Groningen)[2]
- 2009 Equilibrium[3] (verplicht werk in de 1e divisie van de World Brass Band Championships gehouden tijdens het Wereld Muziek Concours 2009 in Kerkrade)
- 2009 Skylines
- 2009 Sleepless Cities
- 2010 Island Whirl
- 2010 Pound the Streets
- 2010 Wall of Sound
- 2011 Breath of Souls (verplicht werk in de kampioensdivisie tijdens de National Brass Band Championships of Great Britain 2011 in de Royal Albert Hall in Londen)
- 2011 Fire in the Blood[4]
- A Christmas Finale
- An Untold Story, voor tenorhoorn en brassband
- Canzona Bravura, voor eufonium en brassband
- Carol of the Bells
- Childs Lullaby
- Christians Awake
- Donegal Bay, voor bariton en brassband
- Dream Catchers
- Emerald Skies, voor kornet (of flugelhoorn) en brassband
- Enchanted Kingdom
- Enter the Galaxies, voor kornet en brassband
- Earth’s Fury, concert voor trombone en brassband
- Home of Legends
- Immortal[5]
- Jack in a Box
- ’Neath the Dublin Skies, voor eufonium en brassband
- On the Castle Green
- One Day
- Only For You
- Quicksilver, voor tuba en brassband - geschreven in opdracht van Perry Hoogendijk[6] tubaïst van het Koninklijk Concertgebouworkest
- Song for the Skies
- Starburst and Canyons
- The Big Top
- The Haunted Halls
- The Light Fantastic, voor kornet en brassband
- The Spellbinding Jewel, voor tenorhoorn en brassband
- Vitae Aeternum (ook een versie voor fanfareorkest - bewerkt door Luc Vertommen)[7]
- Walking with Heroes (ook een versie voor fanfareorkest - bewerkt door Luc Vertommen)
- When Thunder Calls
- Where Eagles Sing (ook in een versie voor harmonieorkest)[8]
- Within Blue Empires (verplicht werk tijdens de English National Brass Band Championships 2009)

### Kamermuziek
- An Untold Story, voor tenorhoorn en piano